# Sulake
La Sulake Oy (pronuncia: sew-lah-key) è un'azienda multinazionale finlandese fondata nel 2000 dagli informatici Aapo Kyrölä e Sampo Karjalainen, la cui attività principale è la costruzione di portali internet.
Famosa per aver creato Habbo Hotel e Hotel Hideaway e proprietaria di IRC-Galleria fino a marzo 2012, sviluppa inoltre giochi per iPhone come Lost Monkey, Niko! e Pocket Habbo. È inoltre sviluppatrice di mondi virtuali, tra cui quelli per la Coca-Cola Company nel 2001 e la Walt Disney Company nel 2004.
Il giro d'affari della società nel 2005 ammontava a 30 milioni di euro con una perdita di 6 milioni di euro. Nel 2006 il giro d'affari era salito a 38 milioni di euro, più i due milioni dell'azienda controllata Dynamoid Oy. Il maggior azionista della Sulake è l'operatore telefonico Elisa, che detiene l'85% delle azioni di Sulake (2013)., seguita dall'ufficio di marketing Taivas e la società di investimenti 3i e Benchmark Capital.
Nel 2012 subisce un calo e il fatturato scende a 22 milioni di euro, con 50 dipendenti.
Nel febbraio 2013, la società di telecomunicazioni Elisa ha annunciato l'acquisto di Sulake diventerà il maggiore azionista con l'85% delle azioni
Nel gennaio 2021, è stato riferito che Azerion ha negoziato con Elisa e ha acquistato le rimanenti azioni di Sulake. Ora sono i proprietari di Sulake Oy.